# Saitamastadion
Het Saitamastadion (ook wel Saitamastadion 2002 genoemd) is een voetbalstadion in Saitama, Japan. Het stadion is geopend in 2001 en kan 63.700 toeschouwers herbergen. Vaste bespelers van het stadion zijn de Urawa Red Diamonds, die uitkomen in de J-League. Het stadion werd speciaal gebouwd voor het Wereldkampioenschap voetbal 2002, dat werd georganiseerd door Zuid-Korea en Japan.

## WK interlands
| №  | Datum        | Wedstrijd                | Uitslag | Competitie           | Toeschouwers |
| -- | ------------ | ------------------------ | ------- | -------------------- | ------------ |
| 1. | 2 juni 2002  | Engeland – Zweden        | 1 – 1   | WK 2002              | 52.721       |
| 2. | 4 juni 2002  | Japan – België           | 2 – 2   | WK 2002              | 55.256       |
| 3. | 6 juni 2002  | Kameroen – Saoedi-Arabië | 1 – 0   | WK 2002              | 52.328       |
| 4. | 26 juni 2002 | Brazilië – Turkije       | 1 – 0   | Halve finale WK 2002 | 61.058       |